# Келлермайр, Гернот
Гернот Келлермайр (нем. Gernot Kellermayr; род. 5 апреля 1966, Линц) — австрийский легкоатлет, специалист по многоборьям. Выступал за сборную Австрии по лёгкой атлетике в 1985—1993 годах, победитель и призёр первенств национального значения, действующий рекордсмен страны в десятиборье, участник летних Олимпийских игр в Барселоне.

## Биография
Гернот Келлермайр родился 5 апреля 1966 года в Линце, Австрия.
Дебютировал на международном уровне в сезоне 1985 года, когда вошёл в состав австрийской сборной и выступил на юниорском европейском первенстве в Котбусе, где в зачёте десятиборья занял 13-е место.
В 1986 году впервые принял участие в крупнейшем международном турнире по десятиборью Hypo-Meeting в Гётцисе, показал 17-й результат.
В 1987 году занял 21-е место на Hypo-Meeting. Будучи студентом, представлял Австрию на Всемирной Универсиаде в Загребе.
На Hypo-Meeting 1988 года закрыл двадцатку сильнейших.
В 1989 году в первый и единственный раз в карьере одержал победу на чемпионате Австрии в десятиборье.
В 1990 году показал 12-й результат на Hypo-Meeting и 14-й результат на чемпионате Европы в Сплите.
В 1991 году бежал эстафету 4 × 100 метров на чемпионате мира в Токио, в финал не вышел.
На Hypo-Meeting 1992 года набрал в сумме 8131 очко и стал восьмым. Удостоился права защищать честь страны на летних Олимпийских играх в Барселоне — в программе десятиборья показал результат в 8076 очков, расположившись в итоговом протоколе соревнований на 11-й строке.
В марте 1993 года на соревнованиях в Вене установил личный рекорд в семиборье в помещении — 5774 очка, тогда как в мае занял четвёртое место на Hypo-Meeting, установив ныне действующий национальный рекорд в Австрии в десятиборье — 8320 очков. Позднее в этом сезоне вместе с одноклубниками Андреасом Бергером, Францем Ратценбергером и Томасом Реннером провалил допинг-тест — их пробы показали наличие анаболического стероида метандиенона. В итоге спортсмена дисквалифицировали на 4 года, и на этом его карьера закончилась.